# Henry Baudet
Pierre Joseph Henry (Henry of Han) Baudet (Baarn, 22 januari 1891 – Den Haag, 25 december 1921) was een Nederlands wiskundige en schaker.

## Leven en werk
Baudet was de zoon van neuroloog Henri Philippe Baudet en zijn vrouw Sara Johanna Mulié. Hij huwde Ernestina Louisa Augusta van Heemskerck (1890-1971); ze kregen een zoon (de historicus Ernest Henri Philippe, 'Henri') en een dochter (Jeanne Josephine Henriette, 'Puck'). Van Heemskerck hertrouwde als weduwe in 1924 met de arts Frederik Adriaan Enklaar van Guericke (1867-1934).
Baudets Franstalige achternaam komt van zijn betovergrootvader Pierre Joseph Baudet, die afkomstig was uit Henegouwen in de Oostenrijkse Nederlanden en naar Nederland kwam in 1795.
In 1908 ging hij studeren aan de Rijksuniversiteit Leiden bij Jan Cornelis Kluyver. Na het doctoraalexamen in 1914 werd hij wiskundeleraar aan het Stedelijk Gymnasium in Den Haag, waar hij zelf op school gezeten had. In 1918 promoveerde hij cum laude bij J.A. Barrau aan de Rijksuniversiteit Groningen op het onderwerp Groepentheoretische onderzoekingen. In 1919 werd hij hoogleraar in de zuivere en toegepaste wiskunde en mechanica aan de Technische Hogeschool van Delft. Baudet werd bekend door het 'Vermoeden van Baudet'.
Baudet was een goede pianist en cellist, sprak vele talen (alleen al vier Oost-Europese) en was een gepassioneerd schaker en laskaspeler. Hij stierf in 1921 op dertigjarige leeftijd aan een longontsteking na een ziekbed van drie dagen.

## Schaken
Baudet was een begenadigd schaker. In 1906 mocht hij op 16-jarige leeftijd meedoen met de nationale schaakwedstrijd te Arnhem, het belangrijkste schaaktoernooi van Nederland. In 1912 deed hij mee met het Nederlands kampioenschap, en werd derde.
In zijn schaakcarrière wist Baudet ook diverse partijen tegen internationale schaakmeesters te winnen. Tijdens een simultaanpartij gehouden in Rotterdam in 1908 baarde hij opzien door de latere wereldkampioenschap Emanuel Lasker te verslaan. Hetzelfde resultaat behaalde hij in 1911 tegen José Capablanca. Baudet wist eveneens Richard Réti te verslaan in 1919.

## Publicaties over Baudet
- Peter de Jong: Het genie Henry Baudet, 1891-1921. [Eigen beheer], 2020 [30 exemplaren]

## Persoonlijk
Baudet is de vader van Nederlands historicus Henri Baudet en de overgrootvader van de Nederlandse politicus Thierry Baudet.
- International Standard Name Identifier: 0000 0003 9297 4066
- Library of Congress Control Number: no2014097423
- Mathematics Genealogy Project: 93112
- Nederlandse Thesaurus van Auteursnamen: 07341459X
- Virtual International Authority File: 287136782
- WorldCat: E39PBJbCPdgKph3Mxd4Jj7Vpyd